# Muellerpalia
Muellerpalia is een geslacht van uitgestorven weekdieren uit de klasse van de Gastropoda (slakken).

## Soorten
- Muellerpalia bicincta (Fuchs, 1870) †
- Muellerpalia haszprunari Neubauer, Harzhauser, Kroh, Georgopoulou & Mandic, 2014 †
- Muellerpalia pseudovalvatoides Neubauer, Harzhauser, Kroh, Georgopoulou & Mandic, 2014 †
- Muellerpalia striata Bandel, 2010 †
- Muellerpalia tabensis Bandel, 2010 †